# Seznam endemických ptáků Nového Zélandu
Seznam endemických ptáků Nového Zélandu představuje souhrn současné a nedávno vyhynulé avifauny z novozélandského souostroví. Na Novém Zélandu hnízdí kolem 245 druhů ptáků, z nichž asi 71 % jsou druhy endemické. Vysoké zastoupení endemických druhů mezi novozélandským ptactvem je způsoben dlouhodobou geografickou izolací Nového Zélandu, který se vydělil z Gondwany přibližně před 80 miliony lety. Seznam uvedený níže nemusí být vyčerpávající, jelikož ptačí taxonomie novozélandského ptactva je neustále v pohybu a běžně dochází ke sjednocení nebo naopak rozdělení druhů, nebo k popisu nových vyhynulých druhů, což způsobuje kolísání počtu endemických druhů. Řada mořských ptáků hnízdí výhradně na Novém Zélandu, avšak v době mimo hnízdění zalétají i do jiných oblastí. Tyto druhy jsou uvedeny v samostatném seznamu níže.

## Plně endemické druhy
- Bekasina chathamská (Coenocorypha pusilla)
- Bekasina snarská (Coenocorypha huegeli)
- Bekasina malá (Coenocorypha aucklandica)
- Callaeas wilsoni
- Chřástal aucklandský (Lewinia muelleri)
- Chřástal weka (Gallirallus australis)
- Čírka campbellská (Anas nesiotis)
- Čírka hnědá (Anas aucklandica)
- Čírka novozélandská (Anas chlorotis)
- Cistovníkovec novozélandský (Megalurus punctatus)
- Holub chathamský (Hemiphaga chathamensis)
- Holub maorský (Hemiphaga novaeseelandiae)
- Husice rajská (Tadorna variegata)
- Kachna měkkozobá (Hymenolaimus malacorhynchos)
- Kakapo soví (Strigops habroptilus)
- Kakariki antipodský (Cyanoramphus unicolor)
- Kakariki chathamský (Cyanoramphus forbesi)
- Kakariki horský (Cyanoramphus malherbi)
- Kakariki rudočelý (Cyanoramphus hochstetteri
- Kakariki žlutočelý (Cyanoramphus auriceps)
- Kivi Haastův (Apteryx haastii)
- Kivi hnědý (Apteryx mantelli)
- Kivi jižní (Apteryx australis)
- Kivi okaritský (Apteryx rowi)
- Kivi Owenův (Apteryx owenii)
- Kormorán aucklandský (Leucocarbo colensoi)
- Kormorán bountský (Leucocarbo ranfurlyi)
- Kormorán bradavičnatý (Leucocarbo carunculatus)
- Kormorán campbellský (Leucocarbo campbelli)
- Kormorán chathamský (Leucocarbo onslowi)
- Kormorán novozélandský (Phalacrocorax punctatus)
- Kormorán Stewartův (Leucocarbo chalconotus)
- Leucocarbo stewarti (Leucocarbo stewarti)
- Kormorán žlutonohý (Phalacrocorax featherstoni)
- Kukačka dlouhoocasá (Urodynamis taitensis)
- Kulík dvoupruhý (Charadrius bicinctus)
- Kulík křivozobý (Anarhynchus frontalis)
- Kulík novozélandský (Charadrius obscurus)
- Kulík pobřežní (Thinornis novaeseelandiae)
- Laločník sedlatý (Philesturnus carunculatus)
- Laločník šedý (Callaeas cinereus)
- Lejsčík chathamský (Petroica traversi)
- Lejsčík dlouhonohý (Petroica australis)
- Lejsčík novozélandský (Petroica macrocephala)
- Linduška velká (Anthus novaeseelandiae)
- Medosavka hvízdavá (Notiomystis cincta)
- Medosavka novozélandská (Anthornis melanura)
- Nestor kea (Nestor notabilis)
- Nestor kaka (Nestor meridionalis)
- Ostříž novozélandský (Falco novaeseelandiae)
- Pávík popelavý (Rhipidura fuliginosa)
- Petroica longipes
- Philesturnus rufusater
- Pisila černá (Himantopus novaezelandiae)
- Pištec bělohlavý (Mohoua albicilla)
- Pištec šedokrký (Mohoua novaeseelandiae)
- Pištec žlutý (Mohoua ochrocephala)
- Pokřovník alpínský (Xenicus gilviventris)
- Pokřovník zelený (Acanthisitta chloris)
- Polák novozélandský (Aythya novaeseelandiae)
- Potápka novozélandská (Poliocephalus rufopectus)
- Racek černozobý (Chroicocephalus bulleri)
- Rybák novozélandský (Chlidonias albostriatus)
- Slípka novozélandská (Porphyrio hochstetteri)
- Střízlíkovec chathamský (Gerygone albofrontata)
- Střízlíkovec novozélandský (Gerygone igata)
- Tučňák novozélandský (Eudyptes pachyrhynchus)
- Tučňák žlutooký (Megadyptes antipodes)
- Tui zpěvný (Prosthemadera novaeseelandiae)
- Ústřičník chathamský (Haematopus chathamensis)
- Ústřičník jižní (Haematopus finschi)
- Ústřičník proměnlivý (Haematopus unicolor)

## Hnízdící endemité
Následující druhy hnízdí pouze na Novém Zélandu, avšak zalétají (v případě tučňáků zaplouvají) i do jiných zemí. 
- Albatros Bullerův (Thalassarche bulleri)
- Albatros campbellský (Thalassarche impavida)
- Albatros chathamský (Thalassarche eremita)
- Albatros jižní (Diomedea antipodensis)
- Albatros královský (Diomedea epomophora)
- Albatros Sanfordův (Diomedea sanfordi)
- Albatros snarský (Thalassarche salvini)
- Buřňák chathamský (Pterodroma axillaris)
- Buřňák Cookův (Pterodroma cookii)
- Buřňák šedolící (Pterodroma gouldi)
- Buřňák Huttonův (Puffinus huttoni)
- Buřňák kermadecký (Pterodroma cervicalis)
- Buřňák novozélandský (Procellaria westlandica)
- Buřňák Parkinsonův (Procellaria parkinsoni)
- Buřňák pruhokřídlý (Pterodroma inexpectata)
- Buřňák Pycroftův (Pterodroma pycrofti)
- Buřňák šedohřbetý (Ardenna bulleri)
- Buřňák taiko (Pterodroma magentae)
- Buřňák třepetavý (Puffinus gavia)
- Tučňák chocholatý (Eudyptes sclateri)
- Tučňák snárský (Eudyptes robustus)

## Vyhynulí endemité
Následující neúplný seznam zahrnuje nejznámější nedávno vyhynulé ptačí druhy endemické Novému Zélandu. Většina z těchto druhů nemá české jméno, seznam je proto uveden v abecedním pořadí podle vědeckého názvu. Seznam je založen na několika zdrojích, mj. Checklist of the Birds of New Zealand (2022) a knize Extinct Birds of New Zealand (2006).
- Aegotheles novaezealandiae = lelčík novozélandský
- Anas chathamica
- Anomalopteryx didiformis
- Anthornis melanocephala = medosavka chathamská
- Aptornis otidiformis
- Biziura delautouri
- Capellirallus karamu
- Chenonetta finschi = kachnička novozélandská
- Circus teauteensis
- Cnemiornis calcitrans
- Cnemiornis gracilis
- Coenocorypha aucklandica = bekasina malá
- Coenocorypha barrierensis
- Coenocorypha chathamica
- Coenocorypha iredalei
- Corvus moriorum
- Coturnix novaezelandiae = křepelka novozélandská
- Cygnus sumnerensis
- Dendroscansor decurvirostris
- Diaphorapteryx hawkinsi
- Dinornis novaezealandiae
- Dinornis robustus
- Emeus crassus
- Euryapteryx curtus
- Fulica chathamensis
- Fulica prisca
- Gallirallus dieffenbachii = chřástal Dieffenbachův
- Gallirallus modestus = chřástal chathamský
- Harpagornis moorei = orel Haastův
- Heteralocha acutirostris = laločník ostrozobý
- Ixobrychus novaezelandiae = bukáček novozélandský
- Malacorhynchus scarletti
- Megadyptes waitaha
- Megalapteryx didinus
- Mergus australis = morčák aucklandský
- Oxyura vantetsi
- Pachyornis australis
- Pachyornis elephantopus
- Pachyornis geranoides
- Poodytes rufescens = cistovníkovec chathamský
- Porphyrio mantelli = slípka takahe
- Puffinus spelaeus
- Sceloglaux albifacies = sovka bělolící
- Tribonyx hodgenorum
- Turnagra capensis = turnagra drozdí
- Turnagra tanagra = turnagra bělohrdlá
- Xenicus jagmi
- Xenicus longipes = pokřovník stromový
- Xenicus lyalli = pokřovník ostrovní
- Xenicus yaldwyni